# Mapei Stadium – Città del Tricolore
Das Mapei Stadium – Città del Tricolore (Eigenschreibweise: MAPEI Stadium – Città del Tricolore) ist ein Fußballstadion in der italienischen Stadt Reggio nell’Emilia in der Provinz Reggio Emilia der Region Emilia-Romagna. Es ist die Heimspielstätte der Fußballvereine US Sassuolo Calcio und AC Reggiana. Die Spielstätte löste das alte Stadio Mirabello von 1910 ab. Die Anlage bietet rund 21.500 Plätze. Am 11. März 2012 erhielt das Stadio Giglio den neuen Namen Stadio di Reggio Emilia Città del Tricolore. Nur etwa ein Jahr später erwarb das Unternehmen Mapei S.p.A., welches Eigentürmer der US Sassuolo Calcio ist, die Sportstätte und wurde Namensgeber. Das Stadion trägt seitdem den Namen MAPEI Stadium – Città del Tricolore.

## Geschichte
Nach dem Erreichen der Serie A 1993 wurde klar, dass das Stadio Mirabello für die oberste italienische Liga nicht ausreicht. Es war auch nicht möglich das Stadion auszubauen, weil es in der Stadt inmitten von Wohnhäusern steht. Es wurde am nördlichen Stadtrand ein Grundstück ausgewählt und am 5. August 1994 begannen die Arbeiten am neuen Stadion. Das Stadion besteht aus der überdachten Haupt- und Gegentribüne. Die beiden identischen Hintertortribünen sind einfache Betonbauten ohne eine Überdachung. Auffällig sind die vier Masten der Flutlichtanlage. Sie stehen direkt im vorderen Teil der Tribünenecken nicht weit von den Eckfahnen entfernt und sind großflächig mit dem Namen des Stadions versehen. Durch verwendete Betonfertigteile konnte schon im April 1995 die Einweihung des 25 Mrd. € teuren Baus gefeiert werden. Zur Eröffnung gab es ein Spiel zwischen AC Reggiana und Juventus Turin. Die Juve gewann das Spiel mit 2:1. Im November des Jahres feierte die Spielstätte ihr Länderspieldebüt. Es war das letzte Qualifikationsspiel zur Fußball-Europameisterschaft 1996 gegen Litauen. Italien qualifizierte sich als bester Gruppenzweiter für das Turnier.
Am 20. Juni 2003 fand das seit 1992 jährlich stattfindende Benefizspiel Partita del cuore (deutsch Spiel des Herzens) im Stadio Giglio statt. Dabei trat die 1981 gegründete Nazionale italiana cantanti, eine Fußballmannschaft aus italienischen Sängern und Musikern, gegen z. B. eine Mannschaft aus Formel-1-Piloten oder Politikern oder ein Team aus Schiedsrichtern an. 2003 traten die Musiker gegen das Team Ferrari an. Die Ferraristi mit Michael Schumacher gewannen mit 4:1 und es kamen über 520.000 Euro für das Italienische Rote Kreuz, das Krankenhaus Ospedale Santa Maria Nuova di Reggio Emilia sowie der humanitären Hilfsorganisation Reggio nel Mondo zusammen.
Am 19. September 2004 wurde die Anlage durch das Einkaufszentrum I Petali erweitert. Das Zentrum befindet sich in der Gegentribüne und enthält 40 Läden und Geschäfte, zwölf Restaurants, ein Kino mit elf Sälen und ein Fitnessstudio. Um die neuen Sicherheitsvorschriften zu erfüllen, wurde das Stadion 2008 u. a. mit Drehkreuzanlagen an den Eingängen nachgerüstet. Am 22. November des Jahres trat die Italienische Rugby-Union-Nationalmannschaft gegen die Pacific Islanders im Giglio an. Die Italiener unterlagen mit 17:25 und für die Pacific Islanders war es der erste Sieg gegen eine Nationalmannschaft.
Zur Saison 2010/11 der Lega Pro Prima Divisione durfte ein gesperrter Tribünenbereich, nach dem Einbau der Sicherheitstechnik, wieder für Zuschauer freigegeben werden. So steigerte sich die erlaubte Zuschauerzahl auf 20.084. Die U-21-Männer-Fußballnationalmannschaften von Italien und Schweden trafen am 24. März 2011 im Stadion von Reggio nell’Emilia aufeinander. Das Freundschaftsspiel endete mit einem 3:1-Sieg der Gastgeber.
Für Spiele mit größerem Zuschauerinteresse, wie dem Heineken Cup, nutzte die Rugby-Union-Mannschaft der Aironi (Magners League) von 2010 bis 2012 das Stadion.
Seit dem erstmaligen Aufstieg des US Sassuolo Calcio in die Serie A zur Saison 2013/14 trägt der Verein seine Spiele im Stadion der Stadt Reggio nell’Emilia aus.
Am 16. Februar 2015 gab die UEFA bekannt, dass das Endspiel der UEFA Women’s Champions League 2015/16 im Stadion von Reggio nell’Emilia stattfinden wird. Am 26. Mai 2016 unterlag der VfL Wolfsburg gegen Olympique Lyon mit 3:4 im Elfmeterschießen (1:1 n. V.).
Im Jahr 2021 fand sowohl das Finale des italienischen Pokals, als auch das Finale des italienischen Superpokals im Stadion von Reggio nell’Emilia statt. Aufgrund der COVID-19-Pandemie waren für das Superpokal-Spiel keine Zuschauer zugelassen, beim Pokalfinale dagegen konnten 4.200 Zuschauer im Stadion dabei sein. Juventus Turin gewann sowohl das Pokalfinale gegen Atalanta Bergamo (2:1) als auch den Superpokal gegen den SSC Neapel (2:0).

## Länderspiele
Vier Länderspiele der italienischen Fußballnationalmannschaft der Männer fanden bisher im Mapei Stadium – Città del Tricolore statt.
- 15. Nov. 1995:  Italien –  Litauen 4:0 (EM-Qualifikation 1996)
- 05. Sep. 2017:  Italien –  Israel 1:0 (WM-Qualifikation 2018)
- 15. Nov. 2020:  Italien –  Polen 2:0 (UEFA Nations League 2020/21)
- 08. Sep. 2021:  Italien –  Litauen 5:0 (WM-Qualifikation 2022)

## Tribünen
- Haupttribüne: 5.137 Plätze[14]
- Gegentribüne: 6.573 Plätze
- Hintertortribüne Nord: 4.000 Plätze (Gästefans)
- Hintertortribüne Süd: 5.000 Plätze
- Logenplätze: 192 Plätze
- Ehrentribüne: 515 Plätze
- Pressetribüne: 108 Plätze